# Мидвеј (Охајо)
Мидвеј (енгл. Midway) град је у америчкој савезној држави Охајо.

## Демографија
По попису из 2010. године број становника је 322, што је 48 (17,5%) становника више него 2000. године.
| Група             | 2000.       | 2010.       |
| Белци             | 269 (98,2%) | 304 (94,4%) |
| Афроамериканци    | 0 (0,0%)    | 3 (0,9%)    |
| Азијати           | 0 (0,0%)    | 0 (0,0%)    |
| Хиспаноамериканци | 4 (1,5%)    | 10 (3,1%)   |
| Укупно            | 274         | 322         |